# Henry Wise
Henry Wise (1653 - 1738) foi um importante jardineiro, paisagista e viveirista inglês.
Ele era aprendiz de George London, trabalhando junto com ele no Boston Nursery em Londres. Os dois depois trabalharam em jardins parterre em diversos locais, como Chatsworth House e Melbourne Hall. Teve como inspiração jardins, contemporâneos da época, franceses e holandeses.
A rainha Ana da Grã-Bretanha e seu esposo Jorge da Dinamarca nomearam-no Jardineiro Real. Por meio da riqueza, que obteve com a jardinagem, comprou uma mansão em Warwick, onde morreu em 15 de dezembro de 1738.